# Mario Camposeco
Mario Salvador Camposeco López (Quetzaltenango, 6 de agosto de 1921 – Quetzaltenango, 17 de junho de 1951) foi um futebolista guatemalteco que atuava como atacante.

## Carreira em clubes
Revelado pelo América de Quetzaltenango, atuou durante 11 anos no Xelajú, onde também foi capitão e ajudou o clube a vencer 10 vezes o campeonato provincial. Em 1942 foi recrutado pelo Municipal para jogar um amistoso contra o Atlante (México), e um ano depois foi convocado para defender pela primeira vez a Seleção Guatemalteca, sendo o quarto maior artilheiro dos Chapines (23 gols, empatado com Freddy García).
Em 1948, foi novamente liberado para defender o Municipal, que participaria de um torneio amistoso em comemoração à independência de Cuba.

## Morte
Em 17 de junho de 1951, após um amistoso realizado em sua cidade natal, Camposeco foi convidado por um amigo para sobrevoar Quetzaltenango, quando o avião em que o atacante estava sofreu um problema mecânico e caiu, matando também o piloto. Em homenagem ao jogador, o Xelajú mudou seu nome oficial para Club Social y Deportivo Xelajú Mario Camposeco, e o estádio do clube também recebeu o nome do atacante.